# آلن لمب (بازیکن فوتبال، زاده ۱۹۷۰)
آلن لمب (انگلیسی: Alan Lamb؛ زادهٔ ۳۰ ژانویهٔ ۱۹۷۰) بازیکن فوتبال اهل بریتانیا است.
از باشگاه‌هایی که در آن بازی کرده‌است می‌توان به باشگاه فوتبال ناتینگهام فارست، باشگاه فوتبال هارتل پول یونایتد، باشگاه فوتبال گیتزهد، باشگاه فوتبال نیوکاسل یونایتد، و باشگاه فوتبال هرفورد یونایتد اشاره کرد.